# Марківка (річка)
 Маркі́вка — річка в Україні, в межах Томашпільського, Крижопільського і Ямпільського районів Вінницької області. Ліва притока Дністра (басейн Чорного моря). 

## Опис
Довжина  62 км, площа водозбірного басейну 899  км². Похил річки 3,2 м/км. Долина V-подібна, завширшки від 0,55 до 1,8 км, завглибшки від 20 до 100 м. Заплава двостороння, завширшки 50—200 м. Річище помірно звивисте, завширшки 4—18 м, завглибшки 0,2—0,5м (максимальна до 1,6 м). Стік зарегульовано греблями- споруджено водосховища в селах Марківка, Кісниця, Андріяшівка, Висока Гребля, Городківка, Джугастра, Долинка, Шуми, які використовуються для  риборозведення, гідроенергетики, водопостачання населення, тощо. 
Річка потребує порятунку, оскільки значна частина боліт та джерел, що живили Марківку, бездумно осушено, прибережну захисну смугу (25 м від урізу води) розорано під городи шляхом самозахоплення місцевими мешканцями сіл, через які протікає річка, дерева в ПЗС р. Марківка незаконно вирізуються. Усе це відбувається за потурання сільських рад та за бездіяльності правоохоронних та природоохоронних органів.

## Розташування
Бере початок у селі Колоденка. Тече спершу на південь, далі — переважно на південний захід. У нижній течії знову тече на південь і (частково) на південний схід. У пригирловій частині повертає під прямим кутом на захід і далі на південний захід. Впадає до Дністра на південно-західній околиці села Велика Кісниця.

## Притоки

### Ліві
- Кусниця
- Річка без назви. Бере  початок на південному сході від Слободи-Підлісівської. Тече переважно на південний захід і на південному сході від Придністрянського впадає у Марківку за 10 км від її гирла. Довжина річки 6,8 км, площа басейну - 17,1 км².
- Вільшанка

### Праві
- Ташлик
- Яланка